# مازه پاریاب
{{جعبه اطلاعات روستای ایران
|نام‌رسمی=مازه پاریاب
روی‌نقشه
عرض‌جغرافیایی: 32.759173
طول‌جغرافیایی: 49.137122
```
|اندازه‌تصویر= 
```

|برچسب‌تصویر=مازه پاریاب،سیدفداله ابن سیدبراتعلی 
|استان=خوزستان
|شهرستان=دزفول
|بخش= بخش شهیون
|دهستان=احمدفداله
|نام‌محلی=
مازه پاریاب|نام‌های‌دیگر=
|نام‌های‌قدیمی=
|سال‌بنیاد= ۱۱۰۰ شمسی
|جمعیت= ۱۵۶ نفر
|برچسب‌تصویر=مازه پاریاب،سیدفداله ابن سیدبراتعلی ↵|استان=خوزستان↵|شهرستان=دزفول↵|بخش= بخش شهیون↵|دهستان=احمدفداله↵|نام‌محلی=↵مازه پاریاب|نام‌های‌دیگر=↵|نام‌های‌قدیمی=↵|سال‌بنیاد= ۱۱۰۰ شمسی↵
|برچسب‌تصویر=مازه پاریاب،سیدفداله ابن سیدبراتعلی ↵|استان=خوزستان↵|شهرستان=دزفول↵|بخش= بخش شهیون↵|دهستان=احمدفداله↵|نام‌محلی=↵مازه پاریاب|نام‌های‌دیگر=↵|نام‌های‌قدیمی=↵|سال‌بنیاد= ۱۱۰۰ شمسی↵|جمعیت= ۱۵۶ نفر↵|زبان=گویش بختیاری
|مذهب=شیعه
|مساحت=
|ارتفاع= 
|میانگین‌دما=
|میانگین‌بارش‌سالانه=
|شمارروزهای‌یخبندان=
|کد آماری    =۰۶۲۲۰۴

|پانویس=روستای مرکزی برای سایر روستاهای اطراف می باشد.و اولین واقف منطقه که زمین های خود را در جهت عمران و آبادی منطقه و روستا وقف نموده در این روستا بنام آقای سید فداله حسینی احمدفداله به نمایندگی از وراث سید براتعلی ابن سید حسن زندگی می کنند..خیرین#
مازه پاریاب، روستایی از توابع بخش شهیون شهرستان دزفول در استان خوزستان ایران است.

## جمعیت
این روستا در دهستان احمدفداله قرار دارد و براساس سرشماری مرکز آمار ایران در سال ۱۳۸۵، جمعیت آن ۱۵۶ نفر (۳۰خانوار) بوده‌است.